# Top 100 Nederlandse monumenten 1940-1958
De Top 100 monumenten 1940-1958 was een in 2007 door Ronald Plasterk, toenmalig Nederlands minister van Onderwijs, Cultuur en Wetenschap, vastgestelde lijst. Deze lijst omvatte de 100 waardevolste bouwwerken die te zijner tijd benoemd konden worden tot rijksmonument. De bouwwerken stammen voor een groot deel uit de Nederlandse wederopbouwperiode. Het grootste deel van deze bouwwerken werd vanaf 2009 daadwerkelijk een rijksmonument. De Top 100 is in 2013 opgevolgd door de 90 topmonumenten uit de periode 1959-1965.

## De lijst
Hieronder de lijst met deze 100 monumenten, onderverdeeld in 10 categorieën, te weten: 
Onderdak (15), Verzorgingsstaat (8), Economie (14), Productie (9), Techniek (9), Verkeer (6), Verzuiling (16), Vorming (Onderwijs) (12), Vrije tijd (6) en Herdenking (5). Uiteindelijk zijn 97 van de 100 objecten als rijksmonument gewaardeerd. Medio 2013 maakte minister Bussemaker bekend dat er drie objecten niet als rijksmonument gewaardeerd worden: nr. 46, Turmac te Zevenaar, nr. 55, de ertskranen in Vlaardingen (in 2019 gesloopt) en nr. 90, Roeivereniging De Hoop te Amsterdam.
| Object                                                  | Plaats                          | Locatie                                                      | Coördinaten                               | Bouwjaar  | Architect                                                                         | Categorie           | Rijksmonumentnr.? | Afbeelding                                              |
| ------------------------------------------------------- | ------------------------------- | ------------------------------------------------------------ | ----------------------------------------- | --------- | --------------------------------------------------------------------------------- | ------------------- | ----------------- | ------------------------------------------------------- |
| Villa Looyen                                            | Aerdenhout                      | Zwarteweg 5, 2111 AJ Aerdenhout                              |                                           | 1948      | B. Bijvoet, G.H.M. Holt                                                           | Onderdak            | 530984            |                                                         |
| Frankendaal / Jeruzalem                                 | Amsterdam-Oost                  |                                                              |                                           | 1957      | C. van Eesteren, B. Merkelbach, P. Elling, A.E. van Eyck, M. Ruys                 | Onderdak            | 528268            | Frankendaal / Jeruzalem                                 |
| Westereindflat                                          | Amsterdam Nieuw-West            | Harry Koningsbergerstraat 94, 1063 AD Amsterdam (hoofdadres) |                                           | 1957      | J. Rietveld                                                                       | Onderdak            | 530911            | Westereindflat                                          |
| Warnersblokken                                          | Amsterdam-Zuid                  | Johannes Worpstraat Dirk Schäferstraat                       |                                           | 1957      | A. Warners, J. Ongenae                                                            | Onderdak            | 530914            | Warnersblokken                                          |
| Huis Visser                                             | Bergeijk                        |                                                              |                                           | 1956      | G.Th. Rietveld                                                                    | Onderdak            | 530922            | Huis Visser                                             |
| Huis op bunker, met tuin                                | Den Haag                        | Ruychrocklaan 221                                            |                                           | 1951      | R. Romke de Vries                                                                 | Onderdak            | 530871            | Huis op bunker, met tuin                                |
| Segbroeklaanflat                                        | Den Haag                        | Segbroeklaan                                                 |                                           | 1957      | P. Zanstra                                                                        | Onderdak            | 530951            | Segbroeklaanflat                                        |
| Kremlin (Sint-Jorisplein e.o.)                          | Gorinchem                       |                                                              |                                           | 1956      | A. Evers, G.J.M. Sarlemijn                                                        | Onderdak            | 530954            | Kremlin (Sint-Jorisplein e.o.)                          |
| Wielewaalflat                                           | Groningen                       |                                                              |                                           | 1957      | F. Klein                                                                          | Onderdak            | 530836            | Meer afbeeldingen                                       |
| Gemeenteflat, Koningsplein                              | Maastricht                      |                                                              |                                           | 1950      | F. Dingemans                                                                      | Onderdak            | 530717            | Gemeenteflat, Koningsplein                              |
| Huis Ypenhof                                            | Rotterdam                       |                                                              |                                           | 1952      | J.H. van den Broek                                                                | Onderdak            | 530886            | Huis Ypenhof                                            |
| Lijnbaanhoven                                           | Rotterdam                       | Lijnbaan                                                     |                                           | 1949-1953 | H.A. Maaskant, H.D. Bakker, A. Krijgsman                                          | Onderdak            | 30602             | Lijnbaanhoven                                           |
| Huis Slegers                                            | Velp                            |                                                              |                                           | 1954      | G.Th. Rietveld                                                                    | Onderdak            | 530873            | Huis Slegers                                            |
| Zuidpleinflat                                           | Rotterdam                       |                                                              |                                           | 1949      | W. van Tijen, H.A. Maaskant                                                       | Onderdak            | 530889            | Zuidpleinflat                                           |
| Gasthuishofje                                           | Zandvoort                       |                                                              |                                           | 1949      | B.J.J.M. Stevens                                                                  | Onderdak            | 530899            | Gasthuishofje                                           |
| Belastingkantoor (nu Kohnstammhuis)                     | Amsterdam-Oost                  |                                                              |                                           | 1958      | G. Friedhoff                                                                      | Verzorgingsstaat    | 530868            | Belastingkantoor (nu Kohnstammhuis)                     |
| Provinciehuis (Gelderland)                              | Arnhem                          |                                                              |                                           | 1955      | J.J.M. Vegter, H. Brouwer, T.T. Deurvorst                                         | Verzorgingsstaat    | 530828            | Provinciehuis (Gelderland)                              |
| Stationspostgebouw (Den Haag)                           | Den Haag                        |                                                              |                                           | 1949      | G.C. Bremer                                                                       | Verzorgingsstaat    | 530831            | Stationspostgebouw (Den Haag)                           |
| Sint-Jozefziekenhuis                                    | Deventer                        |                                                              |                                           | 1957      | J.A. van der Laan, J.B. Hermans, Th.M. van der Eerden                             | Verzorgingsstaat    | 530735            | Sint-Jozefziekenhuis                                    |
| Bejaardenflat Aldenhof                                  | Maastricht                      |                                                              |                                           | 1957      | J.H.A. Huysmans                                                                   | Verzorgingsstaat    | 530897            | Bejaardenflat Aldenhof                                  |
| Bejaardenhof Jozefzorg                                  | Tilburg                         |                                                              |                                           | 1952      | Jos. Bedaux                                                                       | Verzorgingsstaat    | 530935            | Bejaardenhof Jozefzorg                                  |
| Sanatorium De Klokkenberg                               | Breda                           |                                                              |                                           | 1953      | C.H. de Bever, C.M. van Moorsel                                                   | Verzorgingsstaat    | 528717            | Sanatorium De Klokkenberg                               |
| Brandweerkazerne (nu museum Rondeel)                    | Rhenen                          |                                                              |                                           | 1943      | J.J.M. Vegter                                                                     | Verzorgingsstaat    | 530875            | Brandweerkazerne (nu museum Rondeel)                    |
| Kantoor Van Leer’s Vatenfabriek                         | Amstelveen                      |                                                              |                                           | 1958      | Marcel Breuer                                                                     | Economie            | 531203            | Kantoor Van Leer’s Vatenfabriek                         |
| Hoofdkantoor AKU (nu: De Grote Enk)                     | Arnhem                          |                                                              |                                           | 1957      | H.T. Zwiers                                                                       | Economie            | 530921            | Hoofdkantoor AKU (nu: De Grote Enk)                     |
| kantoor Hoofdproductschap Akkerbouw                     | Den Haag                        | Stadhoudersplantsoen 12, 2517 JL Den Haag                    |                                           | 1955      | J.W.E. Buijs, J.B. Lürsen, W. Verschoor                                           | Economie            | 530833            | kantoor Hoofdproductschap Akkerbouw                     |
| KLM (in 1969 verkocht aan de overheid)                  | Den Haag                        |                                                              |                                           | 1949      | D. Roosenburg, P. Verhave                                                         | Economie            | 530887            | KLM (in 1969 verkocht aan de overheid)                  |
| Aegongebouw (nu Joegoslavië-tribunaal)                  | Den Haag                        |                                                              |                                           | 1953      | Ad van der Steur                                                                  | Economie            | 530892            | Aegongebouw (nu Joegoslavië-tribunaal)                  |
| De Bijenkorf met sculptuur                              | Rotterdam                       |                                                              |                                           | 1957      | Marcel Breuer, A. Elzas, Naum Gabo                                                | Economie            | 530847            | De Bijenkorf met sculptuur                              |
| Huf (schoenenwinkel)                                    | Rotterdam                       |                                                              |                                           | 1957      | Architectenbureau Van den Broek en Bakema                                         | Economie            | 530786            | Huf (schoenenwinkel)                                    |
| Citrusveiling                                           | Rotterdam                       |                                                              |                                           | 1955      | H.A. Maaskant                                                                     | Economie            | 530860            | Citrusveiling                                           |
| Groothandelsgebouw                                      | Rotterdam                       |                                                              |                                           | 1953      | W. van Tijen, H.A. Maaskant                                                       | Economie            | 530940            | Groothandelsgebouw                                      |
| Industriegebouw Goudsesingel                            | Rotterdam                       |                                                              |                                           | 1951      | W. van Tijen, H.A. Maaskant                                                       | Economie            | 530835            | Industriegebouw Goudsesingel                            |
| Voormalige Amsterdamse bank / Incassobank               | Rotterdam                       | Blaak                                                        |                                           | 1950      | E.H.A. en H.M. Kraaijvanger                                                       | Economie            | 530845            | Voormalige Amsterdamse bank / Incassobank               |
| Vm. Nederlandse Handelsmaatschappij                     | Rotterdam                       | Blaak                                                        |                                           | 1950      | Kees Elffers                                                                      | Economie            | 530850            | Vm. Nederlandse Handelsmaatschappij                     |
| Vm. Twentsche Bank                                      | Rotterdam                       | Blaak 28, 3011 TA Rotterdam                                  |                                           | 1950      | Ad van der Steur, W.A.C. Herman de Groot, B. Hooykaas, B. van Veen                | Economie            | 530852            | Vm. Twentsche Bank                                      |
| Vm. Rotterdamse bank                                    | Rotterdam                       | Coolsingel 119, 3012 AG Rotterdam                            |                                           | 1949      | H.F. Mertens                                                                      | Economie            | 530919            | Vm. Rotterdamse bank                                    |
| Instituut voor Rassenonderzoek van Cultuurgewassen      | Bennekom                        |                                                              |                                           | 1954      | G. Friedhoff, M. Bolten                                                           | Productie           | 531167            | Instituut voor Rassenonderzoek van Cultuurgewassen      |
| Weverij de Ploeg                                        | Bergeijk                        |                                                              |                                           | 1958      | G.Th. Rietveld                                                                    | Productie           | 531183            | Weverij de Ploeg                                        |
| Hoofdkantoor Hoogovens                                  | IJmuiden                        |                                                              |                                           | 1951      | W.M. Dudok                                                                        | Productie           | 530948            | Hoofdkantoor Hoogovens                                  |
| Slaakhuys                                               | Rotterdam                       |                                                              |                                           | 1955      | J.J.M. Vegter                                                                     | Productie           | 530859            | Slaakhuys                                               |
| Bouwcentrum                                             | Rotterdam                       | Kruisplein 15                                                |                                           | 1949      | J.W.C. Boks                                                                       | Productie           | 530939            | Bouwcentrum                                             |
| Meelfabriek, Latenstein                                 | Rotterdam                       |                                                              |                                           | 1952      | J.J.M. Vegter                                                                     | Productie           | 530958            | Meelfabriek, Latenstein                                 |
| Tonnemafabriek                                          | Sneek                           |                                                              |                                           | 1954      | J.A. Boer                                                                         | Productie           | 530843            | Tonnemafabriek                                          |
| Modelboerderij Johannes Kerkhovenpolder                 | Woldendorp                      |                                                              |                                           | 1952      | Nanno Jakob Kruizinga, Mien Ruys                                                  | Productie           | 531060            | Modelboerderij Johannes Kerkhovenpolder                 |
| Turmac                                                  | Zevenaar                        |                                                              |                                           | 1952      | W.S. van de Erve, M. Zwaagstra                                                    | Productie           | geen              | Meer afbeeldingen                                       |
| Transformatorhuis Benoordenhout (Van Diepenburchstraat) | Den Haag                        |                                                              |                                           | 1942      | J.M. Luthmann; beeldhouwer: Dirk Bus                                              | Techniek            | 530861            | Transformatorhuis Benoordenhout (Van Diepenburchstraat) |
| Watertoren                                              | Dokkum                          | Bij Mockamastrjitte 33, 9101 AP Dokkum                       |                                           | 1957      | J.J.M. Vegter                                                                     | Techniek            | 530878            | Watertoren                                              |
| Radiotelescoop                                          | Dwingeloo                       | Bij Oude Hoogeveensedijk 4, 7991 PD Dwingeloo                |                                           | 1956      | C.A. Muller (astronoom)                                                           | Techniek            | 530829            | Radiotelescoop                                          |
| Gemaal Lovink                                           | Biddinghuizen (bij Harderhaven) | 8256 ZG Biddinghuizen                                        |                                           | 1957      | D. Roosenburg                                                                     | Techniek            | 530837            | Gemaal Lovink                                           |
| Koning Willem-Alexandergemaal                           | Katwijk                         | Binnensluis 3                                                | 52° 12' 26" NB, 4° 24' 21" OL RM op kaart | 1954      | Bernard Buurman en M.P. Schutte                                                   | Techniek            | 530957            | Meer afbeeldingen                                       |
| voormalig Dr. Neherlaboratorium                         | Leidschendam                    | Bij Sint Paulusstraat 9, 2264 XZ Leidschendam,               |                                           | 1955      | S.J. van Embden                                                                   | Techniek            | 530851            | voormalig Dr. Neherlaboratorium                         |
| Vuurtoren Westhoofd                                     | Ouddorp                         | 3253 ZG Ouddorp                                              |                                           | 1950      | G. Friedhoff                                                                      | Techniek            | 530826            | Vuurtoren Westhoofd                                     |
| Ja-knikker Nederlandse Aardolie Maatschappij (NAM)      | Schoonebeek                     | Bij De Pallert 30, 7761 BV Schoonebeek                       |                                           | 1950      | Fabrikant: Thomassen                                                              | Techniek            | 532035            | Ja-knikker Nederlandse Aardolie Maatschappij (NAM)      |
| Ertskranen                                              | Vlaardingen                     |                                                              |                                           | 195X      | ?                                                                                 | Techniek            | geen              | Ertskranen                                              |
| NS-station                                              | Eindhoven                       | Stationsplein 22, 5611 AC Eindhoven,                         |                                           | 1956      | K. van der Gaast                                                                  | Verkeer             | 530936            | NS-station                                              |
| Pompstation Esso (nu Bim)                               | Groningen                       |                                                              |                                           | 1954      | W.M. Dudok                                                                        | Verkeer             | 530857            | Meer afbeeldingen                                       |
| NS-station                                              | Vlissingen                      |                                                              |                                           | 1950      | S. van Ravesteyn                                                                  | Verkeer             | 530882            | NS-station                                              |
| NS-station                                              | Zutphen                         |                                                              |                                           | 1952      | H.G.J. Schelling                                                                  | Verkeer             | 530901            | NS-station                                              |
| Aankomsthal Holland-Amerika Lijn Wilhelminapier         | Rotterdam                       |                                                              |                                           | 1949      | Architectenbureau Van den Broek en Bakema                                         | Verkeer             | 530949            | Aankomsthal Holland-Amerika Lijn Wilhelminapier         |
| Ventilatietorens Velsertunnel                           | Velsen                          |                                                              |                                           | 1957      | D. Roosenburg                                                                     | Verkeer             | 530903            | Ventilatietorens Velsertunnel                           |
| Adventkerk                                              | Aerdenhout                      |                                                              |                                           | 1958      | K.L. Sijmons                                                                      | Verzuiling          | 530839            | Adventkerk                                              |
| Kruiskerk of Vredeskerk                                 | Amstelveen                      |                                                              |                                           | 1953      | M.F. Duintjer                                                                     | Verzuiling          | 530844            | Kruiskerk of Vredeskerk                                 |
| Opstandingskerk (Kolenkit)                              | Amsterdam-West                  |                                                              |                                           | 1956      | M.F. Duintjer                                                                     | Verzuiling          | 530877            | Opstandingskerk (Kolenkit)                              |
| H. Jozefkerk                                            | Amsterdam-West                  |                                                              |                                           | 1953      | G.H.M. Holt, K.P. Tholens                                                         | Verzuiling          | 530737            | H. Jozefkerk                                            |
| O.L.V. van Altijddurende Bijstand                       | Breda                           |                                                              |                                           | 1952      | M.J. Granpré Molière                                                              | Verzuiling          | 530866            | O.L.V. van Altijddurende Bijstand                       |
| Missiehuis                                              | Cadier en Keer                  |                                                              |                                           | 1955      | A. Swinkels                                                                       | Verzuiling          | 530923            | Missiehuis                                              |
| H.H. Antonius en Lodewijkkerk (nu Emmauskerk)           | Den Haag                        |                                                              |                                           | 1958      | Dominicus Böhm (?), F.P.J. Peutz en W. Wouters                                    | Verzuiling          | 530913            | H.H. Antonius en Lodewijkkerk (nu Emmauskerk)           |
| Clarissenklooster Rapelenburg                           | Eindhoven                       |                                                              |                                           | 1953      | C.H. de Bever                                                                     | Verzuiling          | 531179            | Clarissenklooster Rapelenburg                           |
| Pinksterkerk                                            | Heemstede                       |                                                              |                                           | 1957      | Chr. Nielsen, J.H.C. Spruit, B. Hendriks                                          | Verzuiling          | 530880            | Pinksterkerk                                            |
| Sint-Josephkerk                                         | Heerlen                         |                                                              |                                           | 1957      | J.J. Fanchamps                                                                    | Verzuiling          | 530863            | Sint-Josephkerk                                         |
| H. Annakerk                                             | Heerlen                         |                                                              |                                           | 1953      | F.P.J. Peutz                                                                      | Verzuiling          | 530830            | H. Annakerk                                             |
| H. Martinuskerk                                         | Luyksgestel                     |                                                              |                                           | 1958      | E. Nijsten, J. Koldeweij                                                          | Verzuiling          | 530925            | H. Martinuskerk                                         |
| Kerk van de Zoete Naam Jezus                            | Oeffelt                         |                                                              |                                           | 1954      | N. van der Laan                                                                   | Verzuiling          | 530924            | Kerk van de Zoete Naam Jezus                            |
| H.H. Theobaldus en Antonius                             | Overloon                        |                                                              |                                           | 1956      | Jan Strik                                                                         | Verzuiling          | 530838            | H.H. Theobaldus en Antonius                             |
| Onze-Lieve-Vrouw-Hemelvaartkerk                         | Philippine                      |                                                              |                                           | 1954      | Alphons Siebers, W. van Dael                                                      | Verzuiling          | 530896            | Onze-Lieve-Vrouw-Hemelvaartkerk                         |
| Paaskerk                                                | Zaandam                         |                                                              |                                           | 1958      | K.L. Sijmons, K. Appel                                                            | Verzuiling          | 530856            | Paaskerk                                                |
| Constantinianum                                         | Amersfoort                      |                                                              |                                           | 1954      | J.C.A. Schijvens                                                                  | Vorming (Onderwijs) | 530855            | Constantinianum                                         |
| Vrolikstraat 8                                          | Amsterdam-Oost                  | Vrolikstraat, Amsterdam                                      |                                           | 1956      | Ben Ingwersen, Commer de Geus                                                     | Vorming (Onderwijs) | 530858            | Vrolikstraat 8                                          |
| Technische Universiteit Delft, Werktuigbouwkunde        | Delft                           |                                                              |                                           | 1953      | Ad van der Steur en G. Drexhage                                                   | Vorming (Onderwijs) | 530937            | Technische Universiteit Delft, Werktuigbouwkunde        |
| Grotius Lyceum (Segbroek College)                       | Den Haag                        |                                                              |                                           | 1955      | Sjoerd Schamhart                                                                  | Vorming (Onderwijs) | 530834            | Grotius Lyceum (Segbroek College)                       |
| Tweede VCL (Segbroek College)                           | Den Haag                        |                                                              |                                           | 1956      | J.J.P. Oud, K. Appel                                                              | Vorming (Onderwijs) | 530907            | Tweede VCL (Segbroek College)                           |
| Catharinalyceum (nu Pleincollege Van Maerlant)          | Eindhoven                       |                                                              |                                           | 1954      | T. Taen, T. Nix                                                                   | Vorming (Onderwijs) | 530842            | Catharinalyceum (nu Pleincollege Van Maerlant)          |
| Jachinschool                                            | Elspeet                         |                                                              |                                           | 1954      | A. van der Linden                                                                 | Vorming (Onderwijs) | 530874            | Jachinschool                                            |
| Cluster van drie lagere scholen                         | Nagele                          |                                                              |                                           | 1954-1956 | A.E. van Eyck, H.P.D. van Ginkel                                                  | Vorming (Onderwijs) | 530931            | Cluster van drie lagere scholen                         |
| Luciaschool (nu in gebruik bij de SKVR)                 | Rotterdam                       |                                                              |                                           | 1958      | Leo de Jonge                                                                      | Vorming (Onderwijs) | 530920            | Luciaschool (nu in gebruik bij de SKVR)                 |
| Groen van Prinstererlyceum                              | Vlaardingen                     |                                                              |                                           | 1957      | Kees Elffers                                                                      | Vorming (Onderwijs) | 530938            | Groen van Prinstererlyceum                              |
| Wageningen, Vm. Faculteit voor Geodesie                 | Wageningen                      |                                                              |                                           | 1953      | F.E. Röntgen                                                                      | Vorming (Onderwijs) | 530912            | Wageningen, Vm. Faculteit voor Geodesie                 |
| Zeevaartschool / De Ruyterschool                        | Vlissingen                      |                                                              |                                           | 1953      | A. Rothuizen                                                                      | Vorming (Onderwijs) | 530840            | Zeevaartschool / De Ruyterschool                        |
| Roeivereniging De Hoop                                  | Amsterdam-Oost                  |                                                              |                                           | 1952      | A. Komter                                                                         | Vrije tijd          | geen              | Roeivereniging De Hoop                                  |
| Openluchtzwembad De Papiermolen                         | Groningen                       |                                                              |                                           | 1955      | J. Koolhaas                                                                       | Vrije tijd          | 531515            | Meer afbeeldingen                                       |
| Lijnbaan-winkels                                        | Rotterdam                       |                                                              |                                           | 1956      | Architectenbureau Van den Broek en Bakema                                         | Vrije tijd          | 530602            | Lijnbaan-winkels                                        |
| Thalia (bioscoop)                                       | Rotterdam                       |                                                              |                                           | 1955      | J.P.L. Hendriks, W. van der Sluys, L.A. van den Bosch, C. Kneulman, J. van Keulen | Vrije tijd          | 530841            | Thalia (bioscoop)                                       |
| Stadsschouwburg                                         | Utrecht                         |                                                              |                                           | 1941      | W.M. Dudok                                                                        | Vrije tijd          | 530827            | Meer afbeeldingen                                       |
| De Lichtenberg, openluchttheater etc.                   | Weert                           |                                                              |                                           | 1954-1961 | P.H. Weegels                                                                      | Vrije tijd          | 531187            | De Lichtenberg, openluchttheater etc.                   |
| Nationaal Monument                                      | Amsterdam-Centrum               |                                                              |                                           | 1956      | J.J.P. Oud, J.A. Raedecker                                                        | Herdenking          | 530906            | Nationaal Monument                                      |
| John Frostbrug (hersteld)                               | Arnhem                          |                                                              |                                           | 1950      | W.J.H. Harmsen, A.J. van der Steur                                                | Herdenking          | 529907            | John Frostbrug (hersteld)                               |
| Erebegraafplaats Bloemendaal                            | Overveen                        |                                                              |                                           | 1947      | A. Komter, G.H.M. Holt, J.T.P Bijhouwer                                           | Herdenking          | 531162            | Erebegraafplaats Bloemendaal                            |
| Herdenkingshof                                          | Putten                          |                                                              |                                           | 1947      | J.T.P. Bijhouwer                                                                  | Herdenking          | 530881            | Herdenkingshof                                          |
| Monument De Verwoeste Stad                              | Rotterdam                       |                                                              |                                           | 1953      | Ossip Zadkine                                                                     | Herdenking          | 530902            | Monument De Verwoeste Stad                              |